# Deseo

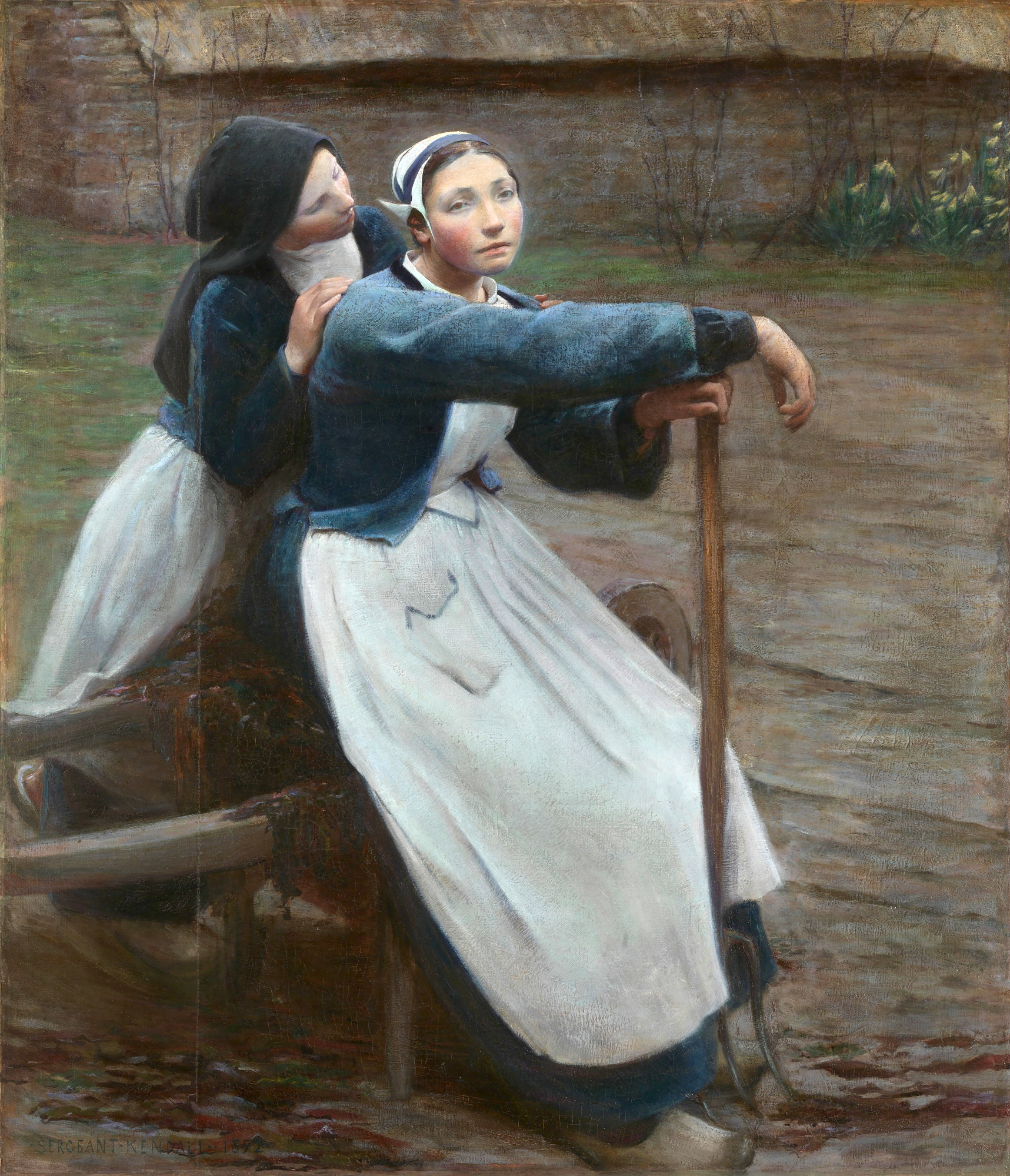
Désirs pintura hecha por William Sergeant Kendall, 1892.

Los deseos son estados mentales conativos que se expresan con términos como "querer", "anhelar" o "apetecer". Una gran variedad de características se asocia comúnmente con los deseos. Se consideran actitudes proposicionales hacia estados de cosas concebibles. Pretenden cambiar el mundo representando cómo el mundo debería ser, a diferencia de las creencias, que pretenden representar cómo el mundo es en realidad. Los deseos están estrechamente relacionados con la agencia: motivan al agente a realizarlos. Para que esto sea posible, un deseo tiene que combinarse con una creencia sobre qué acción lo realizaría. Los deseos presentan sus objetos bajo una luz favorable, como algo que parece ser bueno. Su cumplimiento normalmente se experimenta como placentera, en contraste con la experiencia negativa de no lograr hacerlo. Los deseos conscientes suelen ir acompañados de alguna forma de respuesta emocional. Si bien muchos investigadores están más o menos de acuerdo con estas características generales, hay un desacuerdo significativo sobre cómo definir los deseos, es decir, cuáles de estas características son esenciales y cuáles son meramente accidentales. Las teorías basadas en la acción definen los deseos como estructuras que nos inclinan hacia las acciones. Las teorías basadas en el placer se centran en la tendencia de los deseos a causar placer cuando se cumplen. Las teorías basadas en el valor identifican los deseos con actitudes hacia los valores, como juzgar o tener la apariencia de que algo es bueno.
Los deseos pueden agruparse en varios tipos según algunas distinciones básicas. Los deseos intrínsecos se refieren a lo que el sujeto quiere por sí mismo, mientras que los deseos instrumentales son sobre lo que el sujeto quiere por otra cosa. Los deseos occurrentes son conscientes o causalmente activos, en contraste con los deseos parados, que existen en algún lugar en el fondo de la mente. Los deseos proposicionales se dirigen a posibles estados de cosas, mientras que los deseos objetuales se refieren directamente a los objetos. Varios autores distinguen entre deseos superiores, asociados con metas espirituales o religiosas, y deseos inferiores, relacionados con los placeres corporales o sensoriales. Los deseos desempeñan un papel en muchos ámbitos diferentes. Hay desacuerdo sobre si los deseos deben entenderse como razones prácticas o si podemos tener razones prácticas sin tener el deseo de seguirlas. Según las teorías del valor de la actitud adecuada, un objeto es valioso si es adecuado desearlo o si debemos desearlo. Las teorías del bienestar basadas en la satisfacción del deseo afirman que el bienestar de una persona está determinado por si los deseos de esa persona están satisfechos.

## Teorías del deseo
Las teorías del deseo pretenden definir los deseos en términos de sus características esenciales. Se atribuyen a los deseos una gran variedad de características, como que son actitudes proposicionales, que conducen a acciones, que su cumplimiento tiende a producir placer, etc. A través de las diferentes teorías de los deseos, hay un amplio acuerdo sobre cuáles son estas características. Su desacuerdo se refiere a cuáles de estas características pertenecen a la esencia de los deseos y cuáles son meramente accidentales o contingentes. Tradicionalmente, las dos teorías más importantes definen los deseos en términos de disposiciones a causar acciones o en relación con su tendencia a producir placer al ser cumplidos. Una importante alternativa de origen más reciente sostiene que desear algo significa ver el objeto del deseo como valioso.

### Características generales
Se atribuye a los deseos una gran variedad de características. Suelen verse como actitudes hacia estados de cosas concebibles, a menudo denominadas actitudes proposicionales. Se diferencian de las creencias, que también suelen verse como actitudes proposicionales, por su dirección de ajuste (direction of fit). Tanto las creencias como los deseos son representaciones del mundo. Pero mientras que las creencias apuntan a la verdad, es decir, a representar cómo el mundo es realmente, los deseos apuntan a cambiar el mundo al representar cómo el mundo debería ser. Estos dos modos de representación se han denominado dirección de ajuste mente-a-mundo y mundo-a-mente (mind-to-world and world-to-mind direction of fit), respectivamente. Los deseos pueden ser positivos, en el sentido de que el sujeto quiere que un estado deseable sea el caso, o negativos, en el sentido de que el sujeto quiere que un estado indeseable no sea el caso. Se sostiene generalmente que los deseos vienen en fuerzas diversas: algunas cosas se desean con más fuerza que otras. Deseamos cosas con respecto a algunas características que tienen, pero generalmente no con respecto a todas sus características.
Los deseos también están estrechamente relacionados con la agencia: normalmente tratamos de realizar nuestros deseos cuando actuamos. Por lo general, se sostiene que deseos por sí mismos no son suficientes para las acciones: tienen que combinarse con creencias. El deseo de poseer un nuevo teléfono móvil, por ejemplo, solo puede resultar en la acción de pedir uno por internet si se combina con la creencia de que pedirlo contribuiría al cumplimiento del deseo. El cumplimiento de los deseos normalmente se experimenta como placentero en contraste con la experiencia negativa de no lograr hacerlo. Pero independientemente de si el deseo se cumple o no, hay un sentido en el que el deseo presenta su objeto en una luz favorable, como algo que parece ser bueno. Además de causar acciones y placeres, los deseos también tienen varios efectos en la vida mental. Uno de estos efectos es mover con frecuencia la atención del sujeto al objeto de deseo, específicamente a sus características positivas. Otro efecto de interés especial para la psicología es la tendencia de los deseos a promover el aprendizaje basado en recompensas, por ejemplo, en forma de condicionamiento operante.

### Teorías basadas en la acción
Las teorías basadas en la acción (action-based theories) han sido tradicionalmente dominantes. Pueden tomar diferentes formas, pero todas tienen en común que definen los deseos como estructuras que nos inclinan hacia acciones. Esto es especialmente relevante cuando se atribuyen deseos, no desde una perspectiva en primera persona, sino desde una perspectiva en tercera persona. Las teorías basadas en la acción suelen incluir alguna referencia a las creencias en su definición, por ejemplo, que "desear que P es estar dispuesto a provocar que P, suponiendo que las creencias de uno sean verdaderas". A pesar de su popularidad y su utilidad para las investigaciones empíricas, las teorías basadas en la acción se enfrentan a varias críticas. Estas críticas pueden dividirse a grandes rasgos en dos grupos. Por un lado, hay inclinaciones a actuar que no se basan en deseos. Las creencias evaluativas sobre lo que debemos hacer, por ejemplo, nos inclinan a hacerlo, incluso si no queremos hacerlo. También hay trastornos mentales que tienen un efecto similar, como los tics asociados con el síndrome de Tourette. Por otro lado, hay deseos que no nos inclinan a la acción. Estos incluyen deseos por cosas que no podemos cambiar, por ejemplo, el deseo de un matemático de que el número Pi sea un número racional. En algunos casos extremos, tales deseos pueden ser muy comunes, por ejemplo, una persona totalmente paralizada puede tener todo tipo de deseos regulares, pero carece de cualquier disposición para actuar debido a la parálisis.

### Teorías basadas en el placer
Una característica importante de los deseos es que su cumplimiento es placentero. Las teorías basadas en el placer utilizan esta característica como parte de su definición de deseos. Según una versión, "desear p es … estar dispuesto a sentir placer al parecer que p y desplacer al parecer que no-p". Las teorías hedónicas evitan muchos de los problemas que enfrentan las teorías basadas en la acción: permiten que otras cosas además de los deseos nos inclinen a las acciones y no tienen problemas para explicar cómo una persona paralizada puede seguir teniendo deseos. Pero también vienen con nuevos problemas propios. Uno es que se suele suponer que hay una relación causal entre los deseos y el placer: la satisfacción de los deseos se considera la causa del placer resultante. Pero esto solo es posible si causa y efecto son dos cosas distintas, no si son idénticas. Aparte de esto, también puede haber deseos malos o engañosos cuyo cumplimiento no trae el placer que originalmente parecía prometer.

### Teorías basadas en el valor
Las teorías basadas en el valor son de origen más reciente que las teorías basadas en la acción y las teorías hedónicas. Identifican deseos con actitudes hacia valores. Las versiones cognitivistas, a veces denominadas tesis de deseo como creencia (desire-as-belief theses), equiparan los deseos con las creencias de que algo es bueno, categorizando así los deseos como un tipo de creencia. Pero tales versiones se enfrentan a la dificultad de explicar cómo podemos tener creencias sobre lo que debemos hacer a pesar de no querer hacerlo. Un enfoque más prometedor identifica los deseos no con creencias de valor, sino con apariencias de valor. Desde este punto de vista, desear tomarse una bebida más es lo mismo que parecerle bueno al sujeto tomarse una bebida más. Pero tal apariencia es compatible con que el sujeto tiene la creencia opuesta de que tomarse una bebida más sería una mala idea. Una teoría estrechamente relacionada fue expresado por T. M. Scanlon, quien sostiene que los deseos son juicios sobre lo que tenemos razones para hacer. Los críticos han señalado que las teorías basadas en el valor tienen dificultades para explicar cómo los animales, como los gatos o los perros, pueden tener deseos, ya que es cuestionable que puedan representar las cosas como buenas en el sentido relevante.

### Otros
Se ha propuesto una gran variedad de otras teorías de los deseos. Las teorías basadas en la atención toman la tendencia de la atención a seguir volviendo al objeto deseado como la característica definitoria de los deseos. Las teorías basadas en el aprendizaje definen los deseos en términos de su tendencia a promover el aprendizaje basado en recompensas, por ejemplo, en forma de condicionamiento operante. Las teorías funcionalistas definen los deseos en términos del papel causal desempeñados por los estados internos, mientras que las teorías interpretacionistas atribuyen deseos a personas o animales basándose en lo que explicaría mejor su comportamiento. Las teorías holísticas combinan varias de las características antes mencionadas en su definición de deseos.

## Tipos
Los deseos pueden agruparse en varios tipos según algunas distinciones básicas. Algo es deseado intrínsecamente si el sujeto lo desea por sí mismo. En caso contrario, el deseo es instrumental. Los deseos ocurrentes (occurrent desires) son causalmente activos, mientras que los deseos parados (standing desires) existen en algún lugar en el fondo de la mente. Los deseos proposicionales se dirigen a posibles estados de cosas, en contraste con los deseos objetuales (object-desires), que se refieren directamente a los objetos.

### Intrínseco e instrumental
La distinción entre deseos intrínsecos e instrumentales o extrínsecos es central para muchas cuestiones relacionadas con los deseos. Algo se desea intrínsecamente si el sujeto lo desea por sí mismo. El placer es un objeto común de los deseos intrínsecos. Según el hedonismo psicológico, es lo único que se desea intrínsecamente. Los deseos intrínsecos tienen un estatus especial, ya que no dependen de otros deseos. Contrastan con los deseos instrumentales, en los que se desea algo por otra cosa. Por ejemplo, a Haruto le gustan las películas, por lo que tiene un deseo intrínseco de verlas. Pero para verlas, tiene que subirse a su coche, atravesar el tráfico hasta el cine cercano, esperar en la fila, pagar la entrada, etc. También desea hacer todas estas cosas, pero solo de una manera instrumental. No haría todas estas cosas si no fuera por su deseo intrínseco de ver la película. Es posible desear la misma cosa intrínsecamente e instrumentalmente al mismo tiempo. Así, si Haruto fuera un aficionado a la conducción, podría tener tanto un deseo intrínseco como uno instrumental de conducir al cine. Los deseos instrumentales generalmente tienen que ver con medios causales para provocar el objeto de otro deseo. Conducir al cine, por ejemplo, es uno de los requisitos causales para ver la película allí. Pero también hay medios constitutivos además de los medios causales. Los medios constitutivos no son causas, sino formas de hacer algo. Ver la película mientras está sentado en el asiento 13F, por ejemplo, es una forma de ver la película, pero no una causa antecedente. Los deseos correspondientes a medios constitutivos a veces se denominan "deseos realizadores" (realizer desires).

### Ocurrente y parado
Los deseos ocurrentes son deseos que están actualmente activos. Son conscientes o al menos tienen efectos inconscientes, por ejemplo, en el razonamiento o comportamiento del sujeto. Los deseos en los que nos involucramos y tratamos de realizar son ocurrentes. Pero tenemos muchos deseos que no son relevantes para nuestra situación actual y no nos influyen actualmente. Tales deseos se llaman parados o disposicionales (standing or dispositional). Existen en algún lugar en el fondo de nuestras mentes y son diferentes de no desear en absoluto a pesar de carecer de efectos causales en este momento. Si Dhanvi está ocupada convenciendo a su amiga para ir de excursión este fin de semana, por ejemplo, entonces su deseo de ir de excursión está ocurrente. Pero muchos de sus otros deseos, como vender su coche viejo o hablar con su jefe sobre una promoción, son meramente parados durante esta conversación. Los deseos parados siguen siendo parte de la mente incluso cuando el sujeto está profundamente dormido. Se ha cuestionado si los deseos parados deben considerarse deseos en un sentido estricto. Una motivación para plantear esta duda es que los deseos son actitudes hacia los contenidos, pero una disposición a tener cierta actitud no es automáticamente una actitud en sí misma. Deseos pueden estar ocurrentes aunque no influyan en nuestro comportamiento. Este es el caso, por ejemplo, si el agente tiene un deseo consciente de hacer algo pero lo resiste con éxito. Este deseo está ocurrente porque desempeña algún papel en la vida mental del agente, incluso si no guía la acción.

### Deseos proposicionales y deseos objetuales
La opinión dominante es que todos los deseos deben entenderse como actitudes proposicionales. Pero un punto de vista opuesto permite que al menos algunos deseos se dirijan no a proposiciones o posibles estados de cosas, sino directamente a objetos. Esta diferencia se refleja también en el nivel lingüístico. Los deseos objetuales pueden expresarse a través de un objeto directo, por ejemplo, Luis desea una tortilla. Los deseos proposicionales, por otro lado, suelen expresarse a través de una que-cláusula, por ejemplo, Arielle desea que tenga una tortilla para el desayuno. Las teorías proposicionalistas sostienen que las expresiones de objeto directo son solo una forma corta de las expresiones con "que", mientras que los teóricos del deseo objetual sostienen que corresponden a una forma diferente de deseo. Un argumento a favor de la última posición es que el habla de deseos objetuales es muy común y natural en el lenguaje cotidiano. Pero una objeción importante a este punto de vista es que los deseos objetuales carecen de las condiciones de satisfacción necesarias para los deseos. Las condiciones de satisfacción determinan en qué situaciones se satisface un deseo. El deseo de Arielle se satisface si la que-cláusula expresando su deseo se ha realizado, es decir, si está desayunando una tortilla. Pero el deseo de Luis no se satisface con la mera existencia de tortillas ni con el hecho de que llegue a poseer una tortilla en algún momento indeterminado de su vida. Por lo tanto, parece que, cuando se les presiona por los detalles, los teóricos de los deseos objetuales tienen que recurrir a expresiones proposicionales para articular lo que implican exactamente estos deseos. Esto amenaza con colapsar los deseos objetuals en deseos proposicionales.

### Superior e inferior
En religión y filosofía, a veces se hace una distinción entre deseos superiores e inferiores. Los deseos superiores se asocian comúnmente con metas espirituales o religiosas en contraste con los deseos inferiores, a veces denominados pasiones, que se refieren a placeres corporales o sensoriales. Esta diferencia está estrechamente relacionada con la distinción de John Stuart Mill entre los placeres superiores de la mente y los placeres inferiores del cuerpo. En algunas religiones, todos los deseos se rechazan enteramente como una influencia negativa para nuestro bienestar. La segunda noble verdad en el budismo, por ejemplo, afirma que desear es la causa de todo sufrimiento. Una doctrina relacionada también se encuentra en la tradición hindú del karma yoga, que recomienda que actuemos sin desear los frutos de nuestras acciones, conocido como "Nishkam Karma". Pero otras corrientes del hinduismo distinguen explícitamente los deseos inferiores o malos para las cosas mundanas de los deseos superiores o buenos para la cercanía o unidad con Dios. Esta distinción se encuentra, por ejemplo, en el Bhagavad Gita o en la tradición del bhakti yoga. Una línea de pensamiento similar está presente en las enseñanzas del cristianismo. En la doctrina de los siete pecados capitales, por ejemplo, se enumeran varios vicios, que se han definido como versiones perversas o corruptas del amor. La referencia explícita a las malas formas de desear se encuentra, por ejemplo, en los pecados de la lujuria, la gula y la avaricia. Los siete pecados se contrastan con las siete virtudes, que incluyen las correspondientes contrapartes positivas. Un deseo de Dios se alienta explícitamente en varias doctrinas. Los existencialistas distinguen a veces entre deseos auténticos e inauténticos. Los deseos auténticos expresan lo que el agente realmente quiere desde lo más profundo de su ser. Un agente quiere algo inauténticamente, por otro lado, si el agente no está completamente identificado con este deseo, a pesar de tenerlo.

## Roles del deseo
El deseo es un concepto bastante fundamental. Como tal, es relevante para muchos ámbitos diferentes. Varias definiciones y teorías de otros conceptos se han expresado en términos de deseos. Las acciones dependen de los deseos y la loabilidad moral (moral praiseworthiness) a veces se define en términos de estar motivado por el deseo correcto. Un enfoque contemporáneo popular define el valor como lo que es adecuado desear. Las teorías del bienestar basadas en la satisfacción del deseo (desire-satisfaction theories of well-being) afirman que el bienestar de una persona está determinado por si los deseos de esa persona están satisfechos. Se ha sugerido que preferir una cosa a otra es simplemente tener un deseo más fuerte por la primera cosa. Una teoría influyente de la personalidad sostiene que solo las entidades con deseos de orden superior pueden ser personas.

### Acción, razones prácticas y moralidad
Los deseos desempeñan un papel central en las acciones como lo que las motiva. Por lo general, se sostiene que un deseo por sí mismo no es suficiente: tiene que combinarse con la creencia de que la acción en cuestión contribuiría al cumplimiento del deseo. La noción de razones prácticas está estrechamente relacionada con la motivación y el deseo. Algunos filósofos, a menudo de tradición humeana, simplemente identifican los deseos de un agente con las razones prácticas que tiene. Un punto de vista estrechamente relacionado sostiene que los deseos no son razones en sí mismos, sino que presentan razones al agente. Una fuerza de estas posiciones es que pueden dar una explicación directa de cómo las razones prácticas pueden actuar como motivación. Pero una objeción importante es que podemos tener razones para hacer cosas sin un deseo de hacerlas. Esto es especialmente relevante en el ámbito de la moralidad. Peter Singer, por ejemplo, sugiere que la mayoría de las personas que viven en países desarrollados tienen la obligación moral de donar una parte significativa de sus ingresos a organizaciones benéficas. Tal obligación constituiría una razón práctica para actuar en consecuencia incluso para las personas que no sienten ningún deseo de hacerlo.
Un tema de moralidad estrechamente relacionado se refiere no a las razones que tenemos, sino a las razones por las que actuamos. Esta idea se remonta a Immanuel Kant, quien sostiene que hacer lo correcto no es suficiente desde la perspectiva moral. En cambio, tenemos que hacer lo correcto por la razón correcta. Se refiere a esta distinción como la diferencia entre legalidad (Legalität), es decir, actuar de acuerdo con las normas externas, y moralidad (Moralität), es decir, estar motivado por la actitud interna correcta. Desde este punto de vista, donar una parte significativa de sus ingresos a organizaciones benéficas no es una acción moral si el deseo motivador es mejorar su reputación convenciendo a otras personas de su riqueza y generosidad. En cambio, desde una perspectiva kantiana, debe ejecutarse por el deseo de cumplir con su deber. Estos temas se discuten a menudo en la filosofía contemporánea bajo los términos de loabilidad y reprochabilidad moral (moral praiseworthiness and blameworthiness). Una posición importante en este ámbito es que la loabilidad de una acción depende del deseo que motiva esta acción.

### Valor y bienestar
Es común en la axiología definir valor en relación con el deseo. Tales enfoques caen dentro de la categoría de teorías de la actitud adecuada (fitting-attitude theories). Según ellos, un objeto es valioso si es adecuado desearlo o si debemos desearlo. Esto a veces se expresa diciendo que el objeto es deseable, apropiadamente deseado o digno de deseo. Dos aspectos importantes de este tipo de posición son que reduce los valores a nociones deónticas, o lo que deberíamos sentir, y que hace que los valores dependan de las respuestas y actitudes humanas. A pesar de su popularidad, las teorías del valor de la actitud adecuada enfrentan a varias objeciones teóricas. Una de las que se cita con frecuencia es el problema de las razones de tipo equivocado (wrong kind of reason problem), que se basa en la consideración de que hechos independientes del valor de un objeto pueden afectar si este objeto debe ser deseado. En un experimento mental, un demonio maligno amenaza a la agente con matar a su familia a menos que ella lo desee a él. En tal situación, es apropiado que la agente desee al demonio para salvar a su familia, a pesar del hecho de que el demonio no posee valor positivo.
El bienestar generalmente se considera un tipo especial de valor: el bienestar de una persona es lo que en última instancia es bueno para esta persona. Las teorías del bienestar basadas en la satisfacción del deseo se encuentran entre las principales teorías del bienestar. Afirman que el bienestar de una persona está determinado por si los deseos de esa persona están satisfechos: cuanto mayor sea el número de deseos satisfechos, mayor será el bienestar. Un problema para algunas versiones de la teoría del deseo es que no todos los deseos son buenos: algunos deseos pueden incluso tener consecuencias terribles para el agente. Los teóricos del deseo han tratado de evitar esta objeción sosteniendo que lo que importa no son los deseos reales, sino los deseos que el agente tendría si estuviera completamente informado.

### Preferencias
Deseos y preferencias son dos nociones estrechamente relacionadas: ambos son estados conativos que determinan nuestro comportamiento. La diferencia entre los dos es que los deseos se dirigen a un objeto, mientras que las preferencias se refieren a una comparación entre dos alternativas, de las cuales una es preferida a la otra. El enfoque en las preferencias en lugar de los deseos es muy común en el ámbito de la teoría de la decisión. Se ha argumentado que el deseo es la noción más fundamental y que las preferencias deben definirse en términos de deseos. Para que esto funcione, el deseo debe entenderse como implicando un grado o una intensidad. Dada esta suposición, una preferencia puede definirse como una comparación de dos deseos. Que Nadia prefiera el té al café, por ejemplo, solo significa que su deseo de té es más fuerte que su deseo de café. Un argumento a favor de este enfoque se debe a consideraciones de parsimonia: un gran número de preferencias pueden derivarse de un número muy pequeño de deseos. Una objeción a esta teoría es que nuestro acceso introspectivo es mucho más inmediato en casos de preferencias que en casos de deseos. Por lo que suele ser mucho más fácil para nosotros saber cuál de dos opciones preferimos que conocer el grado con el que deseamos un objeto particular. Esta consideración se ha utilizado para sugerir que tal vez la preferencia, y no el deseo, sea la noción más fundamental.

### Personas, personalidad y deseos de orden superior
La personalidad es lo que las personas tienen. Hay varias teorías sobre lo que constituye la personalidad. La mayoría está de acuerdo en que ser una persona tiene que ver con tener ciertas capacidades mentales y está conectado con tener un cierto estatus moral y legal. Una teoría influyente de personas se debe a Harry Frankfurt. Define a las personas en términos de deseos de orden superior. Muchos de los deseos que tenemos, como el deseo de comer un helado o de tomarse unas vacaciones, son deseos de primer orden. Los deseos de orden superior, en cambio, son deseos sobre otros deseos. Son más prominentes en los casos en que una persona tiene un deseo que no quiere tener. Un adicto en recuperación, por ejemplo, puede tener tanto un deseo de primer orden de consumir drogas como un deseo de segundo orden de no seguir este deseo de primer orden. O un asceta religioso puede seguir teniendo deseos sexuales y, al mismo tiempo, querer liberarse de estos deseos. Según Frankfurt, tener voliciones de segundo orden, es decir, deseos de segundo orden sobre que deseos de primer orden seguir, es la marca de la personalidad. Es una forma de interesarse por uno mismo, de preocuparse por quién es uno y qué hace. No todas las entidades con una mente tienen voliciones de orden superior. Frankfurt las denomina "wantons" en contraste con "personas". En su opinión, los animales y quizás también algunos seres humanos son wantons.

## Formación y fallecimiento de deseos
Tanto la psicología como la filosofía están interesadas en dónde vienen los deseos o cómo se forman. Una distinción importante para esta investigación es entre los deseos intrínsecos, es decir, lo que el sujeto quiere por sí mismo, y los deseos instrumentales, es decir, lo que el sujeto quiere por otra cosa. Los deseos instrumentales dependen para su formación y existencia de otros deseos. Por ejemplo, Aisha tiene el deseo de encontrar una estación de carga en el aeropuerto. Este deseo es instrumental porque se basa en otro deseo: evitar que su teléfono móvil muera. Sin el último deseo, el primero no habría llegado a existir. Como requisito adicional, se necesita una creencia o un juicio, posiblemente inconsciente, en el sentido de que el cumplimiento del deseo instrumental contribuiría de alguna manera al cumplimiento del deseo en el que se basa. Los deseos instrumentales generalmente fallecen después de que los deseos en los que se basan dejan de existir. Pero casos defectuosos son posibles en los que, a menudo debido a la distracción, el deseo instrumental permanece. Estos casos a veces se denominan "inercia motivacional". Algo así podría ser el caso cuando el agente se encuentra con el deseo de ir a la cocina solo para darse cuenta al llegar de que no sabe lo que quiere allí.
Los deseos intrínsecos, en cambio, no dependen de otros deseos. Algunos autores sostienen que todos o al menos algunos deseos intrínsecos son innatos, por ejemplo, los deseos de placer o de nutrición. Pero otros autores sugieren que incluso estos deseos relativamente básicos pueden depender en cierta medida de la experiencia: por ejemplo, antes de que podamos desear un objeto placentero, tenemos que aprender, a través de una experiencia hedónica de este objeto, que es placentero. Pero también es concebible que la razón por sí misma genere deseos intrínsecos. Desde este punto de vista, razonar hasta la conclusión de que sería racional tener un cierto deseo intrínseco hace que el sujeto tenga este deseo. También se ha propuesto que los deseos instrumentales pueden transformarse en deseos intrínsecos en las condiciones adecuadas. Esto podría ser posible a través de procesos de aprendizaje basado en recompensas. La idea es que cualquier cosa que prediga de forma fiable el cumplimiento de los deseos intrínsecos puede convertirse en el objeto de un deseo intrínseco. Así puede que un bebé desee a su madre inicialmente solo de forma instrumental, debido al calor, los abrazos y la leche que ella proporciona. Pero con el tiempo, este deseo instrumental puede convertirse en un deseo intrínseco.
La tesis de la muerte del deseo (death-of-desire thesis) sostiene que los deseos no pueden seguir existiendo una vez que su objeto se realiza. Esto significaría que un agente no puede desear tener algo si cree que ya lo tiene. Una objeción a la tesis de la muerte del deseo proviene del hecho de que nuestras preferencias generalmente no cambian cuando se satisfacen los deseos. Entonces, si Samuel prefiere llevar ropa seca en lugar de ropa mojada, seguirá manteniendo esta preferencia incluso después de haber llegado a casa de un día lluvioso y haberse cambiado de ropa. Esto indicaría, en contra de la tesis de la muerte del deseo, que no se produce ningún cambio en el nivel de los estados conativos del agente.

## Cupiditas
Cupiditas es una palabra en latín que significa deseo, sentimiento que motiva la voluntad de querer poseer el objeto que se desea. El deseo es alimentado por uno o varios sentimientos y/o necesidades, llevando al individuo a diferentes estados de conciencia emocional. En algunos casos el individuo guiado por las emociones obtiene lo que desea sin importar las consecuencias de las acciones realizadas, en otros el deseo impulsa al individuo a hacer grandes sacrificios desinteresados para satisfacer esa necesidad, cuando no se obtiene lo deseado el fracaso lo lleva a un estado de frustración e insatisfacción existencial, pero cuando lo obtiene una sensación de satisfacción y plenitud crea un estado de felicidad emocional. El término cupiditas se emplea con frecuencia referido al deseo sexual.

### Lacupiditasen San Agustín
Según Agustín de Hipona, la determinación originaria del ser consiste en el retorno al Creador. Dicho retorno se realiza a través del amor al mundo, lo cual según San Agustín no es una elección, pues el mundo está siempre ahí y es natural amarlo. Según San Agustín, "no hay nadie que no ame; pero sí hay quien se pregunta qué amar". La comprensión de Dios como Creador y la del mundo como eternidad conduce a la caritas (caridad). Sin embargo es posible errar el giro y confundir la eternidad con el mundo temporal, en cuyo caso se incurre en la codicia, concupiscentia o cupiditas.